# Drácula, uma História de Amor
Drácula, uma História de Amor é uma telenovela brasileira produzida e exibida pela Rede Tupi entre 28 e 31 de janeiro de 1980, em 4 capítulos dos 120 programados inicialmente, sucedendo Dinheiro Vivo e encerrando o núcleo de dramaturgia da emissora. Escrita por Rubens Ewald Filho sob direção de Atílio Riccó. A novela foi interrompida na primeira semana devido à grave crise financeira que levou a Tupi a falência. 
Ewald reescreveu os primeiros capítulos e levou a novela ao ar na Band sob o novo título de Um Homem muito Especial no mesmo ano.

## Produção e cancelamento
A ideia de produzir uma telenovela sobre o Conde Drácula partiu do diretor Walter Avancini após ele assistir um musical na Broadway, nos Estados Unidos, sobre o personagem, convocando para escrever a história o cineasta Rubens Ewald Filho, que tinha se destacando como autor de Éramos Seis (1977). As gravações iniciais ocorreram em Paranapiacaba, em São Paulo. Avancini, no entanto, acabou demitido da Tupi antes mesmo da novela estrear após liderar uma greve contra o não pagamento dos salários da equipe, paralisando as gravações em janeiro de 1980.
Drácula teve apenas 4 capítulos exibidos e, em 31 de janeiro foi cancelada pela Tupi devido a grave crise que a emissora passava que levou a sua extinção logo depois. Além dela também acabaram canceladas pela falência Como Salvar Meu Casamento, que saiu do ar faltando apenas 20 capítulos para ser concluída, e Maria Nazaré, que chegou a ter os primeiros capítulos gravada, mas nunca estreou. Alguns atores como Edson Celulari, Flávio Galvão, Annamaria Dias, Miriam Mehler e Lia de Aguiar nem chegaram a aparecer na novela. Com a falência da Tupi, as fitas de gravação da novela foram perdidas.

### Continuação na Bandeirantes
Com a falência da Tupi, a Band propôs para Rubens Ewald Filho levar sua novela ao ar em uma nova emissora, estreando em 21 de julho de 1980 Um Homem muito Especial, mesma novela, porém sob outro título. Walter Avancini retomou a direção e os 4 capítulos da Tupi foram descartados e regravados, até por terem alguns atores diferentes nos papéis.

## Enredo
Na década de 1920, o Conde Drácula chega em Paranapiacaba, uma cidade quase sem sol e envolta em neblina, após descobrir pistas sobre o paradeiro de seu filho, sequestrado 25 anos antes pela ama Hannah para evitar que o bebê tivesse o mesmo destino monstruoso do pai. A cidade vive sob os desmandos da rica e autoritária Marta, cujo submisso filho, o prefeito Tonico, governa seguindo as ordens da mãe. Ele é pai de Mariana, prometida pela avó à Rodolfo, por quem Drácula se torna obsessivo ao perceber que ela é a reencarnação de um amigo amor, disputando-a com o motorista Rafael, que ele tenta matar sem saber que é seu filho.

## Elenco
| Ator/Atriz              | Personagem                          |
| ----------------------- | ----------------------------------- |
| Rubens de Falco         | Conde Drácula / Conde Vlad Vonstoff |
| Bruna Lombardi          | Cecília de Matos Lacerda            |
| Carlos Alberto Riccelli | Rafael Laranjeira                   |
| Cleyde Yáconis          | Marta de Matos Lacerda              |
| Paulo Goulart           | Jonathan                            |
| Edson Celulari          | Rodolfo                             |
| Cláudia Alencar         | Alcina Leite                        |
| Isabel Ribeiro          | Hannah Laranjeira                   |
| Paulo Castelli          | Fernando de Matos Lacerda           |
| Sandra Barsotti         | Mira de Matos Lacerda               |
| Serafim Gonzalez        | Prefeito Tonico de Matos Lacerda    |
| Yara Lins               | Olívia de Matos Lacerda             |
| Arlete Montenegro       | Beatriz de Matos Lacerda            |
| Flávio Galvão           | Luiz Carlos                         |
| Annamaria Dias          | Suzana                              |
| Elias Gleizer           | Padre Guedes                        |
| Miriam Mehler           | Beata Lupércia                      |
| Lia de Aguiar           | Beata Lucrécia                      |
| Bárbara Fazio           | Vera Leite                          |
| Marcos Plonka           | Honorato Leite                      |
| Emilio Di Biasi         | Mordomo Bóris                       |
| Vic Militello           | Iolanda Monteiro                    |
| Henrique César          | Dr. Chico Monteiro                  |
| Abrahão Farc            | Osmar                               |
| Amilton Monteiro        | Rômulo                              |
| Matheus Carrieri        | Eduardo de Matos Lacerda (Dudu)     |
| Deborah Seabra          | Adriana Leite                       |

## Crítica
Helena Silveira, do jornal Folha de S. Paulo, escreveu sobre a telenovela em sua coluna no dia 1.º de fevereiro de 1980: "Em dois capítulos já se criou um clima, uma atmosfera. Muito cedo para dizer se o vampiro não irá degringolar pelos abismos do ridículo. Mas o fato é que alguns dos personagens mais importantes já tiveram seu selo, sua marca registrada. (...) Enfim, a Tupi não está com uma pedra no meio do caminho. Está com uma montanha. É melancólico ver-se uma novela com certo carisma estrear cercada por insegurança. Em todo o caso, o próprio enredo não poderá deixar de ser sinistro".